# Município de Hanover (condado de Butler, Ohio)
O município de Hanover (em inglês: Hanover Township) é um município localizado no condado de Butler no estado estadounidense de Ohio. No ano de 2010 tinha uma população de 8.311 habitantes e uma densidade populacional de 99,9 pessoas por km².

## Geografia
O município de Hanover encontra-se localizado nas coordenadas 39° 26′ 10″ N, 84° 39′ 18″ O. Segundo a Departamento do Censo dos Estados Unidos, o município tem uma superfície total de 83.19 km², da qual 83.04 km² correspondem a terra firme e (0.17%) 0.15 km² é água.

## Demografia
Segundo o censo de 2010, tinha 8.311 pessoas residindo no município de Hanover. A densidade populacional era de 99,9 hab./km².